# Capã
Capã (em armênio: Կապան, Kapan) é uma cidade e capital da província de Siunique, na Armênia. De acordo com o censo de 2011, havia 86 199 habitantes.